# Jonas da Cumânia
Kuthen da Cumânia conhecido por vários nomes (Kutan, Kuthen, Kuthens, Kotyan, Kotjan, Koteny, Kötöny, Kuethan, Zayhan, ou ainda Jonas) (? - c. 1242) foi cã dos Cumanos e membro dominante das Tribos Tártaras de origem Turca denominadas Cumenos pelo Império Bizantino.
Foi Cã dos Húngaros tento chegado a dominar parte dos Montes Urais próximos ao Mar Cáspio.
Este Kuten é o mesmo príncipe Kotjan Sutoevic que surge nos Anais Russos.

## Relações familiares
Foi filho de Concheque (1190 - 1241) e casado com, filha de Mistislau (ruríquidas) (? - 1228), príncipe da Galícia, de quem teve:
1. Isabel da Cumânia (c. 1240 - 1290), casada com Estêvão V da Hungria, (dezembro de 1240 — 6 de Agosto de 1272) foi rei da Hungria.